# Phragmatobia marsicana
Phragmatobia marsicana là một loài bướm đêm thuộc phân họ Arctiinae, họ Erebidae.